# Celestial (álbum de RBD)
Celestial es el tercer álbum de estudio del grupo pop mexicano RBD. Fue lanzado el 23 de noviembre de 2006 en México y el 24 de noviembre de 2006 en el resto de Latinoamérica.
El álbum fue grabado en Nueva York, Los Ángeles y Ciudad de México, y producido por Carlos Lara y Armando Ávila. La banda mexicana grabó una versión especial para Brasil. Con todos los temas en portugués; el álbum fue lanzado el 4 de diciembre de 2006 y titulado Celestial (Versão Brasil).
En Estados Unidos el disco se posicionó en el primer puesto del Billboard Latin Pop Albums y del Billboard Top Latin Albums donde vendió más de 498 000 copias. El disco se posicionó en el segundo y noveno puesto de las listas de España y México, respectivamente donde vendió 40 000 y 150 000 copias respectivamente, logró certificación de disco de oro en España y disco de platino y oro en México, En Brasil el álbum se posicionó en el tercer puesto y su versión en portugués en el puesto diecisiete. En Chile, Ecuador y Rumania el álbum es certificado disco de oro donde vendió 5700, 3000 y 10 000 copias respectivamente, en Croacia se posiciona en el puesto treinta y siete.
El primer sencillo fue «Ser o parecer», el cual contó con un vídeo musical; el tema logró una gran popularidad, estando en los primeros lugares por semanas y logrando tener la mejor posición de toda su carrera en el Billboard. El segundo sencillo fue «Celestial»; contó con un vídeo musical donde muestran al grupo de manera más natural. El tercer sencillo fue «Bésame sin miedo», el vídeo musical de este fue rodado en Rumanía. El cuarto sencillo fue «Algún día», este sencillo no contó con vídeo oficial como los anteriores, aunque logró mucha popularidad entre los jóvenes, y simultáneamente se publicó solamente para los Estados Unidos un quinto sencillo titulado «Dame» que también tuvo mucha popularidad en los jóvenes.

## Producción y lanzamiento
El álbum fue lanzado el 23 de noviembre de 2006 en México y el 24 de noviembre en Estados Unidos y el resto de Latinoamérica. El 4 de diciembre de 2006 se lanza la versión en portugués del álbum.

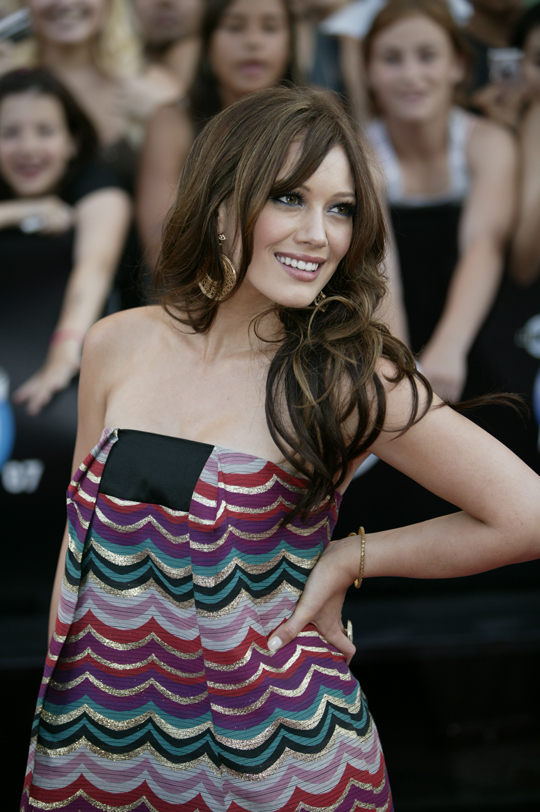
El tema «Tu dulce voz» es la versión en español del tema «Little voice» de Hilary Duff.

El álbum fue producido por Carlos Lara, Armando Ávila y Pedro Damián. El álbum contiene una muestra de dos minutos de los temas incluidos en su álbum Rebels en inglés, lanzado a la venta el 19 de diciembre de 2006.
Al igual que en sus trabajos anteriores, en el álbum se incluyeron las versiónes en español de los temas «Little voice» de la cantante estadounidense Hilary Duff, la versión se tituló «Tu dulce voz». El tema «Bésame sin miedo» es la versión en español de la canción «Kiss me like you mean it» de la cantante Sara Paxton, «Tal vez después" es la versión en español de la canción «Too Late" de la cantante belga Natalia Druyts.
El 26 de junio de 2007 en México se lanza la edición fan del álbum, titulado Celestial Fan edition, el 10 de julio de 2007 es lanzado en Estados Unidos. En el Fan Edition aparece una disco de apertura el cual contiene las canciones de la versión estándar del álbum además de la canción que aparece en la serie RBD: la familia, llamada «The family» y remixes de «Tu amor», «Tal vez después» y «Ser o parecer».
La edición también viene junto a un DVD con los ensayos exclusivos de canciones como «Nuestro amor», el karaoke de diez éxitos del grupo y videos de «Tu amor», «Ser o parecer» y «Celestial». Además, al insertar el CD en tu PC, es posible tener acceso a un exclusivo sitio con fotogalerías, descargas y más sorpresas. La edición americana incluye un DVD con la prueba de sonido antes de su presentación en Walmart y entrevistas con los miembros del grupo.

## Portadas
Anahí estuvo a cargo de la imagen del disco, para el vestuario se inspiró en el estilo urbano, orientándose en la vestimenta callejera de los pordioseros o mendigos. Las fotos fueron tomadas en Los Ángeles, en unas vías del tren. En la portada de la edición estándar se puede ver a la agrupación mirando a la cámara, vestidos con ropas harapientas con un fondo azul similar a una chapa. En la carátula trasera se ve al grupo en las vías del tren mirando directo a la cámara.
En la edición especial se utilizó una foto de la misma sesión fotográfica, en la cual se ve al grupo parado y Anahí sentada, viendo a la cámara, se utilizó un fondo azul con detalles en color fucsia.
En la edición en portugués la fotografía utilizada fue tomada durante la grabación del video musical del sencillo «Ser o parecer», grabado en Brasil, en ella se puede ver a la agrupación en una especie de edificio abandonado.

## Promoción

### Sencillos
El 4 de septiembre de 2006 se lanzó el primer sencillo del álbum titulado «Ser o Parecer», y el 20 de septiembre se lanzó la versión en portugués «Ser ou Parecer». El sencillo se posicionó en primer lugar del Billboard Latin Pop Songs y del Billboard Hot Latin Songs. Además logró el puesto ochenta y cuatro del Billboard Hot 100. El sencillo recibió una nominación en los Premios Juventud como mi ringtone favorito. El video musical fue dirigido por Esteban Madrazo y se filmó en São Paulo, Brasil. En 2007, fue nominado en los Premios Juventud en la categoría mi video favorito.
El 13 de marzo de 2007 se lanzó el segundo sencillo titulado «Celestial», siendo lanzado en México y el resto de Latinoamérica. El sencillo fue elegido a través de un sondeo realizado a los fanes. El sencillo ocupó el puesto cuarenta del Billboard Latin Pop Songs. El video musical fue filmado en México, apreciándose imágenes de los volcanes Iztaccíhuatl y Popocatépetl, y fue dirigido por Esteban Madrazo. En 2007 fueron nominados en los Premios Juventud en las categorías mi video favorito y mi ringtone.
El 8 de junio de 2007 se lanzó el tercer y último sencillo del álbum, «Bésame sin miedo». El sencillo se posicionó en el puesto quince del Billboard Latin Pop Songs y en el puesto treinta del Billboard Hot Latin Songs. El video musical fue filmado en el Castillo de Bran, más conocido como el castillo de El conde Drácula en Transilvania, Rumania.
El 12 de agosto de 2007 se lanzó el sencillo «Dame» solo en Estados Unidos, su versión en inglés se titula «My philosophy». El sencillo logró posicionarse en el puesto catorce del Billboard Latin Pop Songs y en el puesto treinta y ocho del Billboard Hot Latin Songs.

### Presentaciones en vivo
En 2006 se presentan en el programa estadounidense Sábado Gigante interpretando «Ser o Parecer». En la edición de 2006 del "Walmart Soundcheck", un programa patrocinado por la red de tiendas Walmart para dar a conocer un álbum de lanzamiento, el grupo cantó la canción «Ser o Parecer», su sencillo oficial del álbum. En 2006 durante su visita a Brasil se presentan en el programa "Domingo Legal" interpretando «Ser o Parecer». El 25 de julio de 2007 se presentan en el concierto organizado por Ritmoson Latino titulado "Confesiones en concierto" interpretando «Ser o parecer», «Quizá», «Bésame sin miedo» y «Celestial». También en 2007, el grupo participó por segunda vez en el "Walmart Soundcheck". En esta ocasión, se realizaron las pistas «Bésame sin Miedo», «Dame» y «Celestial». En diciembre de 2006 se presentan en "AOL Música" interpretando «Ser o parecer», en dicha presentación no estuvo presente Anahí.
En 2007 se presentan en el programa CD USA interpretando «Celestial» y «Ser o parecer». El 19 de julio de 2007 se presentan en la cuarta entrega de los "Premios Juventud" interpretando el sencillo «Bésame sin Miedo». El 20 de julio de 2007 se presentan en el programa estadounidense Sábado Gigante interpretando «Celestial» y «Bésame sin miedo». El 12 de diciembre de 2007 presentan su sencillo «Ser o Parecer» en los "Premios Fox Sports". En junio de 2007, durante su visita a Rumania interpretan en "Acasa TV" el tema «Ser o Parecer». En agosto de 2007 el grupo se presenta en el programa mexicano "Muevete" interpretando «Ser o Parecer». En septiembre de 2007 se presentan en el "Programa Hoy" interpretando «Ser o Parecer». En septiembre de 2007 se presentan en el episodio 9 del reality show "Buscando a Timbiriche: La Nueva Banda" interpretando «Bésame sin miedo». En noviembre de 2007 se presentan en el programa "Mojoe" interpretando «Bésame sin miedo» y «Celestial». En diciembre de 2007 se presentan en el "Teletón México" interpretando sus temas «Celestial», «Bésame Sin Miedo». En 2007 se presentan en el programa mexicano "Otro rollo" interpretando «Bésame sin miedo», «Celestial» y «Ser o parecer». En diciembre de 2007 se presentan en el programa "El Show de Cristina" interpretando los temas «Ser o Parecer», «Celestial» y «Bésame sin miedo». El 15 de diciembre de 2007 se presentan en el programa "Mi TRL" transmitido por MTV Tr3s, interpretando «Celestial» y «Bésame sin miedo».
El 1 de febrero de 2008 se presentan en las festividades previas al "Super Bowl XLII" interpretando «Ser o parecer». El 20 de marzo de 2008 presentan el sencillo «Bésame sin miedo» en el programa estadounidense "Feliz 2008" conducido por Don Francisco. El 25 de marzo de 2008 se presentan en la gala del canal "TVE" en España, interpretando su sencillo «Ser o parecer». El 19 de julio de 2008 se presentan en el concierto organizado en Monterrey por el aniversario de los 50 años de Televisa interpretando «Celestial», «Bésame sin miedo» y «Ser o Parecer». El 25 de octubre de 2008 se presentan en el concierto EXA transmitido por Telehit.

### Tour
El 20 de abril de 2007 comienza su tercera gira mundial titulada "Tour Celestial 2007", en Guayaquil, Ecuador. La gira recorrió Estados Unidos y Europa, además de América del Sur y América Central, la banda continuó acrecentando su trayectoria de éxitos a nivel internacional; sus visitas a Rumania y España durante 2007 sorprendieron al mundo del espectáculo latinoamericano y les dio la oportunidad de ganarse al mercado español, uno de los más competidos del mundo. El 22 de junio de 2007, como resultado de las exitosas presentaciones en España fue un concierto único en el Estadio Vicente Calderón de Madrid ante más de 40 000 personas como parte de la gira, en el que se grabó Hecho en España con un impactante material que mostraba aspectos de la gira y el tremendo gancho del grupo sobre el escenario. A principios de octubre, se confirmó por Roptus.com que el resto de la gira se pospuso hasta nuevo aviso. La razón que se comunicó por la página web de la agrupación fue que RBD quería dar a su público un mejor espectáculo interpretando algunas canciones de su nuevo álbum, "Empezar Desde Cero", el cual fue lanzado el 20 de noviembre de 2007. RBD recaudó 5 400 000 dólares solo en América del Norte y un total combinado de 293 742 entradas vendidas a nivel mundial.

## Recepción

### Crítica
El álbum recibió críticas mixtas, Jason Birchmeier del sitio web Billboard reseñó que los productores Carlos Lara y Armando Ávila permanecen con su fórmula ganadora, utilizada en sus dos álbumes anteriores, y enfatiza que «terminan con un par de canciones destacadas: "Tal Vez Después", "Ser o Parecer" y "Dame"», explicando que son importantes para el «álbum pegadizo». Finalmente agrega «Al final, un enfoque de línea de fábrica, sin duda, viene a ser la música genérica, y de hecho, Celestial no es tan diferente de Nuestro Amor (sin embargo, la salida del compositor Max di Carlo, que había escrito sus éxitos iniciales, incluido el tema "Rebelde", hace una diferencia de este con respecto a su superior álbum debut). Pero como con cualquier inversión elevada de producto en el mercado masivo, por lo general vale la pena dar a los clientes lo que quieren y esperan, y Celestial debe efectivamente favorecer al grupo de pop adolescentes que el grupo abarca».

Jason Birchmeier, del sitio web Allmusic, sostuvo que Celestial tiene un par de canciones destacadas como «Tal vez después».

Joey Guerra del sitio Amazon.com, argumentó «Sería bueno para complementar la madurez del grupo, pero no hay casi nada en esta colección plástica de pasteles pop. En todo caso, la voz del grupo parece aún más limitado - especialmente los niños - tal vez porque no han tenido un descanso desde el golpe RBD-manía». En su reseña sigue mostrando su rechazo por la voz de la cantante Dulce María, ya que considera que su voz «chilla con todo el peso de un globo de helio». Finalmente muestra su desagrado por el adelanto del álbum en inglés de la agrupación. Los usuarios del sitio web MSN Music le dieron 4 estrellas y media de rating.
Catia Dechen del sitio web Territorio da Música, afiliado a Terra, destaca el éxito de la agrupación, y argumenta «"Celestial" sin duda alcanzó el éxito en ventas al igual que sus discos anteriores, porque el grupo que resultó furor entre los adolescentes de diversos países, así como la inversión en los medios de comunicación, es carismático y mantiene en el nuevo álbum la vieja fórmula de conquista: Jóvenes bellas y un repertorio pop de fácil asimilación. Las canciones siguen sin perder calidad, merece atención, pero el hecho es que los rebeldes son los preferidos de América».

### Desempeño comercial
En América del Norte, el álbum cosecha un gran éxito. En los Estados Unidos, el 9 de diciembre de 2006, la revista Billboard reportó que el álbum vendió sólo en tres días 100 000, completando la venta de 117 000 en su primera semana lo que le permitió debutar en el primer puesto del Billboard Top Latin Albums y del Billboard Latin Pop Albums, además de lograr el puesto quince en Billboard 200. Con dichas ventas se convirtió en el más alto debut de un álbum latino hasta su momento en 2006, y el segundo mejor debut de un álbum latino en el país, solo por detrás de Fijación Oral Vol. 1 de la cantante colombiana Shakira. En 2008, Keith Caulfield de Billboard reveló que según Nielsen SoundScan el álbum vendió alrededor de 498 000 copias en los Estados Unidos. En México el álbum debutó en el puesto cuarenta y seis, en su décima semana alcanzó el noveno puesto del Mexican Albums Chart, vendiendo en su primer día más de 100 000 copias. Gracias a ello fue certificado como disco de platino y oro por la Asociación Mexicana de Productores de Fonogramas y Videogramas (AMPROFON), por la venta de 150 000 copias.
En Europa, el álbum tuvo una aceptable recepción. En España el álbum debutó en el segundo puesto del Spanish Albums Chart. La asociación Productores de Música de España (PROMUSICAE) le otorgó disco de oro por la venta de 40 000 copias en el país. En Croacia el álbum se posicionó en el puesto treinta y siete del Croatian Albums Chart. En Rumania el álbum logró disco de oro por la venta de 10 000 copias en el país.
En América del Sur, el álbum obtuvo una buena recepción desde su lanzamiento. En Brasil se posicionó en el tercer puesto del Brazilian Albums Chart y su versión en portugués en el puesto diecisiete. En Chile la Federación Internacional de la Industria Fonográfica (IFPI) le otorgó disco de oro por la venta de 5700 copias en el país. En Ecuador el álbum obtuvo disco de oro por la venta de 3000 copias en el país, según la Federación Internacional de la Industria Fonográfica (IFPI).
En 2008 se informó que el álbum ha vendido alrededor de 4 500 000 de copias mundialmente.

## Lista de canciones
- Edición estándar

| Celestial |                                                                      |                                              |          |  |
| N.º       | Título                                                               | Escritor(es)                                 | Duración |  |
| 1.        | «Tal vez después»                                                    | Gregg Alexander, Kara DioGuardi, Rick Nowels | 3:08     |  |
| 2.        | «Ser o parecer»                                                      | Armando Ávila                                | 3:31     |  |
| 3.        | «Dame»                                                               | Carlos Lara                                  | 4:04     |  |
| 4.        | «Celestial»                                                          | Pedro Damian, Carlos Lara                    | 3:27     |  |
| 5.        | «Quizá»                                                              | Michkin Boyzo, Ángel Reyero, Armando Ávila   | 3:31     |  |
| 6.        | «Bésame sin miedo»                                                   | Chico Bennett                                | 3:31     |  |
| 7.        | «Tu dulce voz»                                                       | Patrick Berger, Kara DioGuardi               | 3:19     |  |
| 8.        | «Algún día»                                                          | Carlos Lara                                  | 4:07     |  |
| 9.        | «Me cansé»                                                           | Carolina Rosas, Gabriel Else                 | 2:41     |  |
| 10.       | «Aburrida y sola»                                                    | Carlos Lara                                  | 3:53     |  |
| 11.       | «Es por amor»                                                        | Sandra Baylac                                | 3:17     |  |
| 12.       | «Quisiera ser»                                                       | Carlos Lara, Pedro Damián                    | 4:09     |  |
| 13.       | «Rebels» ("Tu amor"/"Wanna play"/"Cariño mío"/"I wanna be the rain") |                                              | 2:00     |  |
| 40:27     |                                                                      |                                              |          |  |

| Celestial |                                                                      |               |          |  |
| N.º       | Título                                                               | Escritor(es)  | Duración |  |
| 11.       | «Es por amor»                                                        | Sandra Baylac | 3:17     |  |
| 12.       | «Rebels» ("Tu amor"/"Wanna play"/"Cariño mío"/"I wanna be the rain") |               | 2:00     |  |

| Celestial - iTunes Exclusivos |                         |               |          |  |
| N.º                           | Título                  | Escritor(es)  | Duración |  |
| 11.                           | «Ser o parecer» (Remix) | Armando Ávila | 6:33     |  |
| 12.                           | «Álbum de imágenes»     |               |          |  |

- Edición Fan

| Celestial - Fan Edition |                                |                                              |          |  |
| N.º                     | Título                         | Escritor(es)                                 | Duración |  |
| 14.                     | «The family»                   | Carlos Lara                                  | 3:43     |  |
| 15.                     | «Tu amor» (Chico Latino Remix) | Diane Warren                                 | 5:42     |  |
| 16.                     | «Tal vez después» (Remix)      | Gregg Alexander, Kara DioGuardi, Rick Nowels | 5:59     |  |
| 17.                     | «Ser o parecer» (Remix)        | Armando Ávila                                | 9:03     |  |

| Celestial - Fan Edition - DVD | |              |          |  |
| N.º                           | Título | Escritor(es) | Duración |  |
| 18.                           | «El ensayo» (Nuestro amor, Ser o parecer, Sólo quédate en silencio, Tras de mí y Tu amor)                                                            |              |          |  |
| 19.                           | «Videos» (Tu amor, Ser o parecer y celestial) |              |          |  |
| 20.                           | «Karaoke» (Rebelde, Un poco de tu amor, Sálvame, Enséñame, Sólo quédate en silencio, Nuestro amor, Tras de mí, Este corazón, Aún hay algo, No pares) |              |          |  |

## Versión en portugués
El 4 de diciembre de 2006 se lanza la versión en portugués del álbum, titulado Celestial (Versão Brasil), siendo este su tercer álbum en dicho idioma. El álbum fue grabado en Brasil donde el grupo se encontraba llevando a cabo su "RBD Tour Brasil", el cual recorrió trece ciudades. El primer sencillo del álbum se tituló «Ser ou parecer», traducción del primer sencillo de la versión en español.

### Lista de canciones
1. "Ser Ou Parecer" (Armando Ávila, Cláudio Rabello)
2. "Celestial" (Carlos Lara, Pedro Damián, Cláudio Rabello)
3. "Talvez Depois" (Rick Nowels, Kara DioGuardi, Cláudio Rabello)
4. "Me Dar" (Carlos Lara, Cláudio Rabello)
5. "Me Cansei" (Gabriel Esle, Carolina Rosas, Cláudio Rabello)
6. "Sua Doce Voz" (Patrick Berger, Kara DioGuardi, Cláudio Rabello)
7. "Beija-me Sem Medo" (Chico Bennett, John Ingoldsby, Cláudio Rabello)
8. "Quem Sabe" (Ángel Reyero, Armando Ávila, Michkin Boyzo, Cláudio Rabello)

Bonus Tracks
1. "Es Por Amor", (Sandra Baylac, Cachorro López, Sebastián Schon)
2. "Aburrida y Sola" (Carlos Lara)
3. "Algún Día" (Carlos Lara)

## Posicionamiento y certificaciones

### Semanales
| País           | Lista (2006-07)            | Mejor Posición |
| -------------- | -------------------------- | -------------- |
| España         | Spanish Albums Chart       | 2              |
| México         | Mexican Albums Chart       | 9              |
| Estados Unidos | Billboard Top Latin Albums | 1              |
| Estados Unidos | Billboard Latin Pop Albums | 1              |
| Estados Unidos | Billboard 200              | 15             |
| Brasil         | CD-TOP 30 Semanal ABPD     | 3              |
| Croacia        | Croatian Albums Chart      | 37             |

| País   | Lista (2006-07)        | Mejor Posición |
| ------ | ---------------------- | -------------- |
| Brasil | CD-TOP 30 Semanal ABPD | 17             |

### Anuales
| País           | Listas (2006-07)               | Posición |
| -------------- | ------------------------------ | -------- |
| Estados Unidos | Billboard 200                  | 113      |
| Estados Unidos | Billboard Top Latin Albums     | 1        |
| Estados Unidos | Billboard Latin Pop Albums     | 1        |
| España         | PROMUSICAE Top 50 Álbumes 2007 | 10       |

### Certificaciones
| País    | Organismo certificador | Certificación | Ventas certificadas | Ref.                        |
| ------- | ---------------------- | ------------- | ------------------- | --------------------------- |
| Chile   | IFPI                   | Oro           | 5700                | [ 45 ]                      |
| Ecuador | IFPI                   | Oro           | 3000                | [ 46 ]                      |
| España  | PROMUSICAE             | Oro           | 40 000              | [ 40 ]                      |
| México  | AMPROFON               | Platino + oro | 150 000             | [ 52 ] [ 53 ] [ 38 ] [ 54 ] |
| Rumania | UFPR                   | Oro           | 10 000              | [ 42 ] [ 43 ]               |

## Premios y nominaciones
El álbum «Celestial» fue nominado en distintas ceremonias de premiación. A continuación, una lista con algunas de las candidaturas que obtuvo el álbum y los sencillos del disco:
| Año  | Premiación                    | Categoría                                   | Resultado |
| ---- | ----------------------------- | ------------------------------------------- | --------- |
| 2007 | Billboard Latin Music Awards  | Álbum pop latino del año - Dúo o grupo      | Ganadores |
| 2007 | Billboard Latin Music Awards  | Top álbum latino artista del año            | Ganadores |
| 2007 | Premios Orgullosamente Latino | Disco latino del año                        | Ganadores |
| 2007 | Premios Orgullosamente Latino | Canción latina del año (No pares)           | Ganadores |
| 2007 | Premios Orgullosamente Latino | Vídeo latino del año (Ser o parecer)        | Nominados |
| 2007 | Latin Music and Sports Awards | Álbum del año                               | Nominados |
| 2007 | Premios Juventud              | Mi video favorito (Ser o parecer)           | Nominados |
| 2007 | Premios Juventud              | Mi video favorito (Celestial)               | Nominados |
| 2007 | Premios Juventud              | Mi ringtone (Celestial)                     | Nominados |
| 2007 | Premios Juventud              | Mi ringtone (Ser o parecer)                 | Nominados |
| 2007 | Premios Juventud              | Me muero sin ese CD                         | Ganadores |
| 2007 | Premios Juventud              | Canción corta-venas (Algún día)             | Ganadores |
| 2007 | Premios Juventud              | Mi concierto favorito (Tour Celestial 2007) | Ganadores |
| 2008 | Premio Lo Nuestro             | Álbum del año                               | Nominados |

## Créditos y personal

### Personal
Créditos por Celestial:
| - Carlos Lara - A&R, productor Ejecutivo, Compositor, Dirección vocal, Producción, Adaptaciones al español - Armando Ávila - Compositor, Ingeniería de sonido, Mixing, productor y realización - Pedro Damian - Compositor, Productor Ejecutivo - Marisol Alcelay - Producción - Gregg Alexander - Compositor - Emilio Ávila - Dirección - Sandra Baylac - Compositor - Armando Becerril - Maquillaje - Chico Bennett - Compositor - Patrick Berger - Compositor - BJ - Peinado - Gustavo Borner - Ingeniería de sonido - Michkin Boyzo - Composición, Adaptación al español - Scott Conrad - Ingeniería de Sonido - Javier de la Rosa - Maquillaje - Kara DioGuardi - Compositor - Ruy Folguera - Arreglos - Jorge González - Coordinación de Producción - Bernie Grundman - Masterización - Brian Kahanek - Ingeniería de sonido - Angela Kalinowski - Peinado - Güido Laris - Arreglos, programación, Dirección vocal - Christopher Lawrence - Vestuario | - Luis Luisillo - Productor Asociado - Ivan Machorro - Arreglos, Programación - Andrea Martin - Compositor - Melissa Mochulske - A&R - Juan Carlos Moguel - Ingeniería de sonido - Rick Nowels - Compositor - Carolina Palomo - Coordinación - Red One - Compositor - Ángel Reyero - Compositor - Antonio L. Rivera - Peinado - Roger Rosas - Asistente de producción - Ignacio Segura - Asistente de producción - Yvonne Venegas - Fotografía - Diane Warren - Compositor - Sergio Zamudio - Dirección vocal |

## Historial de lanzamiento
| País        | Fecha                   | Formato                                              | Discográfica |
| ----------- | ----------------------- | ---------------------------------------------------- | ------------ |
| México      | 23 de noviembre de 2006 | Edición estándar - Bonus track: CD, Descarga digital | EMI          |
|             | 24 de noviembre de 2006 | Edición estándar: CD, Descarga digital               | EMI          |
| Brasil      | 4 de diciembre de 2006  | Celestial (Versão Brasil): CD, Descarga digital      | EMI          |
| Reino Unido | 19 de diciembre de 2006 | Celestial (Versão Brasil): CD, Descarga digital      | EMI          |
| España      | 5 de marzo de 2007      | Edición estándar - Bonus track: CD, Descarga digital | EMI          |
| México      | 26 de junio de 2007     | Celestial Fan Edition: CD, Descarga digital          | EMI          |
|             | 10 de julio de 2007     | Celestial Fan Edition: CD, Descarga digital          | EMI          |